# Entodontopsis radicalis
Entodontopsis radicalis là một loài Rêu trong họ Stereophyllaceae. Loài này được (Spruce ex A. Jaeger) W.R. Buck mô tả khoa học đầu tiên năm 1981.